# Coalición Andalucista
Coalición Andalucista (CA) és una coalició electoral nacionalista andalusa formada per a concórrer a les eleccions autonómiques i a les eleccions generals de 2008. Està formada pel Partit Andalusista (PA), el Partit Socialista d'Andalusia (PSA), Izquierda Andaluza (IA), Foro Andaluz (FA), Convergencia Andaluza de Màlaga, Asamblea Nacional de Andalucía (ANA), Unidad Popular de Andalucia (UPAN), Liberación Andaluza (LA) i altres formacions polítiques de caràcter local, i fins i tot plataformes ciutadanes i partits ecologistes d'àmbit supramunicipal.

## Història
El 22 de novembre de 2007 es va fer públic un acord pel qual PA i PSA acordaven presentar-se a les eleccions de 2008 al Parlament d'Andalusia sota la denominació Coalición Andalucista, i sota aquesta denominació Julián Álvarez, secretari general del PA, concorreria com a candidat a la Presidència de la Junta d'Andalusia.
El 15 de gener de 2008 es va anunciar la incorporació a la coalició d'Izquierda Andaluza, que procedeix de Izquierda Unida.
Asamblea Nacional de Andalucía (ANA) va entrar en la Coalició Andalucista el 24 de gener de 2008. Foro Andaluz, la formació impulsada per l'exministre popular Manuel Pimentel, va anunciar la seva integració en CA el 26 de gener de 2008. Unidad Popular de Andalucía (UPAN) va anunciar la seva integració en la coalició el 27 de gener. Liberación Andaluza (La) va anunciar la seva integració en CA el 28 de gener de 2008.
Les eleccions van suposar un rotund fracàs de Coalició Andalusista, que no va obtenir representació ni al Parlament d'Andalusia (123.776 vots, 2,78%) ni en el Congrés dels Diputats (68.344 vots, 1,53%).